# Redfall
Redfall es un videojuego de disparos en primera persona desarrollado por Arkane Austin y publicado por Bethesda Softworks. El juego salió a la venta para Windows y Xbox Series X/S el 2 de mayo de 2023. El juego recibió críticas en gran parte negativas de los críticos, con críticas por su jugabilidad, historia y problemas técnicos.

## Jugabilidad
Redfall es un videojuego de disparos en primera persona de mundo abierto que presenta modos tanto para un jugador como para multijugador cooperativo. Los jugadores pueden elegir entre cuatro personajes jugables, cada uno con antecedentes y habilidades únicas, para luchar contra vampiros y enemigos humanos dentro del juego.

## Premisa
El juego se desarrolla en la ciudad ficticia Redfall, Massachusetts, Estados Unidos. Después de un experimento científico fallido, una legión de vampiros invadió y aisló la ciudad del mundo exterior. Atrapados dentro de Redfall, los jugadores deben elegir entre 4 sobrevivientes únicos: el inventor criptozoólogo Devinder Crousley, la estudiante telequinética Layla Ellison, la ingeniera de combate Remi de la Rosa y el veterano francotirador de las fuerzas especiales militares de Estados Unidos y exoperador de PMC de Bellwether Security, Jacob Boyer, y matar a sus enemigos, vampiros y colaboradores humanos por igual.

## Desarrollo
Redfall se anunció en 2021 durante la presentación de Bethesda y Xbox en el E3 de 2021. El juego lo desarrolló Arkane Studios, en su estudio en Austin, Texas. El codirector creativo, Ricardo Bare, afirmó que el juego continúa con la tradición de Arkane de hacer que cada juego sea diferente del anterior, centrándose en la construcción profunda de mundos y en mecánicas de juego «inventivas».

## Recepción
Redfall recibió críticas "mixtas o promedio", según el agregador de reseñas Metacritic. A PCGamesN no le gustó la historia, y escribió que el juego falló a la hora de "hacer que me importaran sus personajes. Todo es un poco básico". VG247 opinó que vincular el progreso al anfitrión era un error, "condenando a sus invitados a volver a jugar las mismas misiones en caso de que quieran jugar en solitario". Aunque GamesRadar+ disfrutó del juego de disparos, criticó la repetitividad de la campaña: "Siempre va a haber vampiros a los que estacar, algo que volar por los aires, llaves que encontrar u objetos que recoger; sólo hay que ver qué versión de la estructura de la misión será". IGN calificó el juego de "un looter-shooter poco cocido en todos los sentidos", al tiempo que criticó las "misiones sosas, el combate débil y los repetidos problemas técnicos". En su lanzamiento, el juego recibió críticas mayoritariamente negativas en Steam, en las que se criticaba la inteligencia artificial de los enemigos, el manejo de las armas y los problemas de rendimiento.